# Amusement (film)
Pour les articles homonymes, voir Amusement.
Pour plus de détails, voir Fiche technique et Distribution.
Amusement est un film d'horreur américain, réalisé par John Simpson et sorti en 2008.
Initialement prévu pour sortir en janvier 2008, il a été repoussé plusieurs fois, pour finalement sortir directement en DVD le 20 janvier 2009 aux États-Unis et le 25 août 2009 en France.

## Synopsis
Trois jeunes femmes, Shelby, Tabitha et Lisa, sont poursuivies par un psychopathe vengeur...

## Fiche technique
- Titre : Amusement
- Réalisation : John Simpson
- Scénario : Jake Wade Wall
- Musique : Marco Beltrami
- Costumes : Andrea Flesch
- Production : Neal Edelstein, Meredith Finn, Udi Nedivi, Mike Macari
- Pays :  États-Unis
- Langue : anglais
- Durée : 85 minutes
- Budget : 10.000.000 $
- Distribution : New Line Cinema, ARM Distribution, Picturehouse Entrainment, RCV Film Distribution, Warner Bros.Picture
- Dates de sortie : 
  - États-Unis : 20 janvier 2009
  - France : 25 août 2009
  - Royaume-Uni : 23 mars 2009
  - Australie : 5 février 2009
- Avertissement :des scènes peuvent choquer.

## Distribution
- Katheryn Winnick : Tabitha Wright
- Laura Breckenridge : Shelby Leds
- Jessica Lucas : Lisa Swan
- Keir O'Donnell : Le Rire
- Tad Hilgenbrink : Rob
- Reid Scott : Dan
- Rena Owen : la psychiatre
- Kevin Gage : Tryton
- Brennan Bailey : Danny
- Preston Bailey : Max
- Shauna Duggins : la femme dans le camion
- Fernanda Dorogi : Cat
- Eyad Kurd-Misto : Le Rire, jeune
- Karley Scott-Collins : Tabitha, jeune
- Jadin Gould : Shelby, jeune
- Alisha Boe : Lisa, jeune